# Williamson (hrabstwo Wayne)
Williamson – jednostka osadnicza w Stanach Zjednoczonych, w stanie Nowy Jork, w hrabstwie Wayne.